# José Medrano Novelda
José Medrano Novelda   (Novelda, 1940 - Alacant, 8 de març de 2014), conegut també com a Pepe Medrano, fou un pilot de motociclisme valencià que destacà en competicions estatals durant la dècada de 1960 i començaments de la de 1970, arribant a guanyar sis Campionats d'Espanya de velocitat entre 1965 i 1970, tots ells amb Bultaco.
Medrano fou el segon valencià (després de Paco González el 1956) a aconseguir un podi en el Campionat del Món de motociclisme, concretament en la categoria de 250cc, el 30 d'abril de 1967 al Gran Premi d'Espanya disputat al circuit de Montjuïc. En aquella cursa, assolí la tercera posició amb la seva Bultaco TSS monocilíndrica per darrere de Phil Read (Yamaha) i Ralph Bryans (Honda), ambdós amb motos tetracilíndriques.

## Trajectòria esportiva
José Medrano protagonitzà una reeixida carrera dins el món de la competició durant 18 anys, fins que se'n retirà l'any 1971. Durant gairebé tota aquella època estigué lligat a Bultaco, on va ser pilot oficial de fàbrica al costat de pilots del nivell de Ramon Torras, el neozelandès Ginger Molloy o el nord-irlandès Tommy Robb entre d'altres.
Al llarg de la seva carrera, en què competí contra rivals cèlebres com ara Ángel Nieto, Santi Herrero, Ramon Torras, Josep Maria Busquets, Salvador Cañellas o l'alacantí Ramiro Blanco, fou l'únic que va poder derrotar amb la seva Bultaco al binomi Nieto-Derbi, en uns moments en què l'espanyol ja havia aconseguit dos títols mundials amb la marca vallesana. Val a dir que Medrano i Nieto tenien una gran amistat, que venia de l'època en què un jove Ángel Nieto treballava de mecànic a Bultaco, abans d'anar a parar a Derbi. Allà es conegueren en una de les visites de Medrano a la fàbrica, i uns anys més tard acostumaven a compartir cotxe i remolc per a viatjar junts des de Catalunya arreu de l'estat, on havien de competir (per exemple, a la primera cursa en què va córrer Nieto, a Granada, s'hi desplaçà des de Barcelona amb Medrano).
La relació de Medrano amb Bultaco l'obligava a anar i tornar com a mínim cada quinze dies d'Alacant a Sant Adrià de Besòs amb moto (més de 1.200 quilòmetres per les carreteres de l'època), per tal de verificar-ne el funcionament i mantenir-se en forma. Al mateix temps, la firma catalana li exigia per contracte fer un mínim de 100 quilòmetres diaris per carretera, per la qual cosa era habitual veure'l pujar i baixar La Carrasqueta.
Pepe Medrano es va morir dissabte 8 de març del 2014 a les 6 de la tarda, a 73 anys. El funeral se celebrà el dilluns 10 de març al tanatori La Sempreviva d'Alacant.

## Palmarès

### Resultats al Mundial de motociclisme[11]
| Any   | Categoria | Moto    | Curses | Victòries | Podi | Pole | Fast lap | Punts | Posició |
| ----- | --------- | ------- | ------ | --------- | ---- | ---- | -------- | ----- | ------- |
| 1966  | 125cc     | Bultaco | 1      | 0         | 0    | 0    | 0        | 1     | 15è     |
| 1967  | 125cc     | Bultaco | 1      | 0         | 0    | 0    | 0        | 1     | 28è     |
| 1967  | 250cc     | Bultaco | 1      | 0         | 1    | 0    | 0        | 4     | 12è     |
| 1970  | 125cc     | Bultaco | 1      | 0         | 0    | 0    | 0        | 4     | 35è     |
| Total |           |         | 4      | 0         | 1    | 0    | 0        | 10    |         |

### Resultats al Campionat d'Espanya
- 6 Campionats estatals:[3]
  - 2 de 125cc: 1965 i 1970 (Bultaco)
  - 1 de 125cc pilots: 1966 (Bultaco)
  - 1 d'entre 175 i 250cc: 1966 (Bultaco)
  - 2 de 250cc: 1965 i 1970 (Bultaco)